# Formula One Teams Association
La Formula One Teams Association (FOTA) est l'association des équipes de Formule 1 fondée le 29 juillet 2008 à Maranello. Elle a pour objet de représenter les écuries auprès des instances officielles telles que la Fédération internationale de l'automobile. Depuis 2009, son président est Martin Whitmarsh et son vice-président, depuis le 10 avril 2011, Éric Boullier. L'association est dissoute le 28 février 2014.

## Équipes
L'association, présidée par Martin  Whitmarsh, directeur général de McLaren, regroupe les équipes suivantes, :
| Écuries                            | Pays ayant accordé la licence d'engagement | Sièges        |
| ---------------------------------- | ------------------------------------------ | ------------- |
| Force India                        | Inde                                       | Silverstone   |
| Caterham F1 Team                   | Malaisie                                   | Hingham       |
| McLaren Racing                     | Royaume-Uni                                | Woking        |
| Mercedes Grand Prix                | Allemagne                                  | Brackley      |
| Lotus F1 Team                      | Royaume-Uni                                | Enstone       |
| Marussia F1 Team                   | Russie                                     | Dinnington    |
| Williams F1 Team                   | Royaume-Uni                                | Grove         |
| Membres ayant quitté l'association |                                            |               |
| Red Bull Racing                    | Autriche                                   | Milton Keynes |
| Scuderia Ferrari                   | Italie                                     | Maranello     |
| Sauber                             | Suisse                                     | Hinwil        |
| Scuderia Toro Rosso                | Italie                                     | Faenza        |

## Dissolution
Le 28 février 2014, les équipes membres de la FOTA prennent la décision de ne pas poursuivre l'activité de l'association. Les souscriptions des équipes encore adhérentes n'ont pas été versées et son utilité est remise en cause ; la FOTA ne comptait plus que sept des onze équipes et n'avait plus autant d'influence. 
Créée en 2008, la FOTA avait initialement pour but de permettre aux équipes de parler d'une seule voix pour réagir face aux projets de Max Mosley (FIA) et de Bernie Ecclestone (FOM). Les écuries avaient même envisagé, en s'entendant sur les grands sujets politiques et commerciaux liés à la Formule 1, d'organiser un championnat parallèle. Les dissidences ont commencé à se faire jour au sein de la FOTA lorsqu'elle a évoqué la réduction des coûts et le contrôle des dépenses des équipes de Formule 1, provoquant notamment la prise de distance de Red Bull Racing, de la Scuderia Ferrari, de Sauber et de la Scuderia Toro Rosso,.
Oliver Weingarten, secrétaire général de la FOTA, déclare : « Nous confirmons que la FOTA a été aujourd'hui dissoute. C'est le résultat de la réévaluation de ses membres dans le nouveau paysage politique et commercial de la Formule 1,. »
Bob Fernley, directeur adjoint de Force India déclare : « C'est une opportunité perdue pour les équipes. Personne n'en doute mais nous ne pouvons pas défaire ce qui nous a mené dans cette situation. »
Il n'existe désormais plus de contre-pouvoir commun des écuries au moment de discuter de leurs intérêts commerciaux avec Bernie Ecclestone qui a renouvelé les Accords Concorde séparément avec chaque équipe engagée et selon des clauses différentes pour chaque équipe.